# Giro del Belgio 1972
Il Giro del Belgio 1972, cinquantaseiesima edizione della corsa, si svolse in cinque tappe, precedute da un cronoprologo iniziale, tra il 1º e il 6 aprile 1972, per un percorso totale di 993,75 km e fu vinto dal belga Roger Swerts.

## Tappe
| Tappa  | Data      | Percorso                  | km     | Vincitore di tappa | Leader cl. generale |
| ------ | --------- | ------------------------- | ------ | ------------------ | ------------------- |
| Prol.  | 1º aprile | Liegi (Cron. a squadre)   | 6,25   | Watneys            |                     |
| 1ª     | 2 aprile  | Liegi > Herentals         | 201    | André Dierickx     |                     |
| 2ª     | 3 aprile  | Herentals > Waregem       | 196    | Eric Leman         |                     |
| 3ª     | 4 aprile  | Waregem > Gosselies       | 205    | Frans Verbeeck     |                     |
| 4ª     | 5 aprile  | Gosselies > Maissin       | 216    | Roger Swerts       |                     |
| 5ª-1ª  | 6 aprile  | Villance > Ohain          | 145    | Frans Verbeeck     |                     |
| 5ª-2ª  | 6 aprile  | Ohain (Cron. individuale) | 14,5   | Roger Swerts       | Roger Swerts        |
| Totale | Totale    | Totale                    | 993,75 |                    |                     |

## Dettagli delle tappe

### Prologo
- 1º aprile: Liegi – Cronometro a squadre – 6,25 km

Risultati
| Pos. | Squadra       | Tempo |
| ---- | ------------- | ----- |
| 1    | Watney-Avia   | ?     |
| 2    | Molteni       | ?     |
| 3    | Goudsmit-Hoff | ?     |

### 1ª tappa
- 2 aprile: Liegi > Herentals – 201 km

Risultati
| Pos. | Corridore      | Squadra     | Tempo    |
| ---- | -------------- | ----------- | -------- |
| 1    | André Dierickx | Beaulieu    | 4h35'10" |
| 2    | Frans Verbeeck | Watney-Avia | s.t.     |
| 3    | Roger Rosiers  | Bic         | s.t.     |

### 2ª tappa
- 3 aprile: Herentals > Waregem – 196 km

Risultati
| Pos. | Corridore       | Squadra    | Tempo    |
| ---- | --------------- | ---------- | -------- |
| 1    | Eric Leman      | Bic        | 5h20'00" |
| 2    | Rik Van Linden  | Van Cauter | s.t.     |
| 3    | Frans Kerremans | Novy       | s.t.     |

### 3ª tappa
- 4 aprile: Waregem > Gosselies – 205 km

Risultati
| Pos. | Corridore      | Squadra     | Tempo    |
| ---- | -------------- | ----------- | -------- |
| 1    | Frans Verbeeck | Watney-Avia | 5h42'00" |
| 2    | André Dierickx | Beaulieu    | s.t.     |
| 3    | Roger Rosiers  | Bic         | s.t.     |

### 4ª tappa
- 5 aprile: Gosselies > Maissin – 216 km

Risultati
| Pos. | Corridore      | Squadra    | Tempo    |
| ---- | -------------- | ---------- | -------- |
| 1    | Roger Swerts   | Molteni    | 5h54'30" |
| 2    | Wim Kelleners  | Rokado     | a 32"    |
| 3    | Willy De Geest | Van Cauter | s.t.     |

### 5ª tappa-1ª semitappa
- 6 aprile: Villance > Ohain – 145 km

Risultati
| Pos. | Corridore       | Squadra     | Tempo    |
| ---- | --------------- | ----------- | -------- |
| 1    | Frans Verbeeck  | Watney-Avia | 3h58'05" |
| 2    | Wim Schepers    | Rokado      | s.t.     |
| 3    | Willy Teirlinck | Sonolor     | s.t.     |

### 5ª tappa-2ª semitappa
- 6 aprile: Villance > Ohain – 145 km

Risultati
| Pos. | Corridore           | Squadra | Tempo  |
| ---- | ------------------- | ------- | ------ |
| 1    | Roger Swerts        | Molteni | 21'36" |
| 2    | Leif Mortensen      | Bic     | a 9"   |
| 3    | Herman Van Springel | Molteni | a 12"  |

## Classifiche finali

### Classifica generale
| Pos. | Corridore            | Squadra       | Tempo     |
| ---- | -------------------- | ------------- | --------- |
| 1    | Roger Swerts         | Molteni       | 25h52'16" |
| 2    | Willy De Geest       | Van Cauter    | a 29"     |
| 3    | Joop Zoetemelk       | Beaulieu      | a 1'33"   |
| 4    | Walter Planckaert    | Watney-Avia   | a 3'53"   |
| 5    | Edouard Janssens     | Van Cauter    | a 4'29"   |
| 6    | Willy Van Neste      | Beaulieu      | a 6'04"   |
| 7    | Herman Beysens       | Van Cauter    | a 7'14"   |
| 8    | Jos van der Vleuten  | Goudsmit-Hoff | a 8'59"   |
| 9    | Michel Coulon        | Watney-Avia   | a 11'24"  |
| 10   | H. Van Der Slagmolen | Beaulieu      | a 15'03"  |

### Classifica a punti
| Pos. | Corridore      | Squadra     | Tempo |
| ---- | -------------- | ----------- | ----- |
| 1    | Frans Verbeeck | Watney-Avia | ?     |

### Classifica a squadre
| Pos. | Squadra           | Tempo |
| ---- | ----------------- | ----- |
| 1    | Beaulieu-Flandria | ?     |